# 連鎖街
連鎖街（れんさがい）は、大日本帝国の大連市に存在していた商店街。

## 概要
中村與資平が設計。1929年に開業。

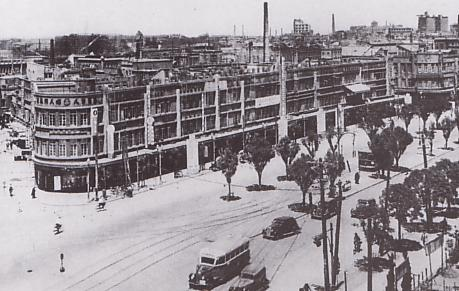

1920年代末から人口が急増したため、住宅難を解決するために建設された住宅街兼商店街であった。1930年竣工。16棟の建物が建造され、1階が店舗で2階と3階が住宅になっていた。映画館やショッピングモールや銭湯もあった。
約3万平方メートルの敷地に鉄筋コンクリート造の建物が8街区にわたって鎖のように繋がっていたために連鎖街と名付けられた。
連鎖街と通りは銀座や心斎橋など日本にもある通りの名で名付けられていた。セントラルヒーティングや水洗トイレなどが完備されていて、当時の日本でもなかなか見られないような新しい設備が整えられていた。
戦時中の1945年の日本の敗戦までは内地よりも安全で自由で食料も多くあった都市であったが、8月9日にソ連軍がなだれ込んできてからはそうではなくなった。
日本が統治していた頃は東洋一の商店街と呼ばれていた。2021年の時点では寂れていたが大連市政府は建築物の価値を再評価して2021年より修復する工事が始められて活性化が目指される。
三船敏郎の父は連鎖街で映画館を営んでいたことから、少年時代を連鎖街で過ごした。
井上ひさしの『連鎖街のひとびと』の舞台はこの連鎖街。
『大連行進曲』はこの連鎖街を歌っている。
サザンオールスターズの『流れる雲を追いかけて』の歌詞に出てくる連鎖の街は、この連鎖街である。桑田佳祐の父は連鎖街に住んでいたことから、この街を題材に作詞していた。